# 生地竹之助
生地 竹之助（おいじ たけのすけ、1894年（明治27年）1月16日 - 1959年（昭和34年）3月6日）は、大日本帝国陸軍軍人。最終階級は陸軍主計少将。

## 経歴
1894年（明治27年）に和歌山県で生まれた。陸軍経理学校第9期主計候補生として1915年（大正4年）5月19日に卒業した。1939年（昭和14年）8月に陸軍航空技術研究所所員に就任し、1941年（昭和16年）3月に陸軍主計大佐に進級した。1942年（昭和17年）4月に奉天陸軍糧秣支廠長に転じ、1944年（昭和19年）2月19日に北方軍司令部附となり、3月10日に第27軍経理部長に就任した。
1945年（昭和20年）1月29日に東北軍管区経理部長兼第11方面軍経理部長に就任し、6月10日に陸軍主計少将に進級。終戦時は宮城県仙台に位置した。1946年（昭和21年）3月30日に予備役に編入された。
1947年（昭和22年）11月28日、公職追放仮指定を受けた。